# Raymond Robinson
Raymond Leonard „Ray” Robinson (ur. 3 września 1929 w Johannesburgu, zm. 4 stycznia 2018 w Somerset West) — południowoafrykański kolarz torowy, dwukrotny medalista olimpijski.

## Kariera
Największe sukcesy w karierze Raymond Robinson osiągnął w 1952 roku, kiedy zdobył dwa medale podczas igrzysk olimpijskich w Helsinkach. Wspólnie z Tommym Shardelowem zdobył srebrny medal w wyścigu tandemów, ulegając w finale ekipie Australii w składzie: Lionel Cox i Russell Mockridge. Na tych samych igrzyskach był piąty w sprincie, a w wyścigu na 1 km wywalczył brązowy medal – wyprzedzili go jedynie Russell Mockridge oraz Włoch Marino Morettini. Na rozgrywanych cztery lata później igrzyskach olimpijskich w Melbourne razem z Shardelowem rywalizację w wyścigu tandemów zakończył na piątej pozycji. Ponadto w 1952 roku został również mistrzem kraju w wyścigu na 1 km. Nigdy nie zdobył medalu na torowych mistrzostwach świata.